# Chris Mulkey
Chris Mulkey (Viroqua, 1948. május 3. –) amerikai színész.

## Élete és pályafutása
A Wisconsin-i Viroqua-ban született.
1977-ben megkapta első főszerepét a Tomcats című thrillerben, azóta számos filmben, tévéfilmben és sorozatban szerepelt. 1985-ben a Supertramp együttes Brother Where You Bound című videóklipjében Mulkey bújhatott a főszereplő bőrébe. Legismertebb alakítása David Lynch kultikus Twin Peaks című sorozatában volt, 1990–1991 között.
A színészkedés mellett néhányszor producerkedett, egy rövidfilmet rendezett és forgatókönyveket írt. A Mulkey által is íróként jegyzett Patti Rocks című film forgatókönyvét Independent Spirit Awards-díjra jelölték 1989-ben.

## Magánélete
Kétszer nősült, 1972-ben vette el Lorraine M. Smith-t , 1978-ban elváltak. 1981-ben Karen Landry színésznő lett a felesége, akitől két lánygyermeke született, Amelia és Elizabeth Mulkey. Karen Landry 2015-ben hunyt el.
Mulkeynak van egy blueszenekara, a Chris Mulkey and the Seekers. Balkezes, de jobb kézzel gitározik.

## Filmográfia

### Film
| Év   | Magyar cím                             | Eredeti cím                            | Szerep                  | Magyar hang            |
| ---- | -------------------------------------- | -------------------------------------- | ----------------------- | ---------------------- |
| 1977 |                                        | Tomcats                                | Cullen Garrett          |                        |
| 1978 | A főnök fia                            | The Boss' Son                          | Fred                    |                        |
| 1979 |                                        | Sunnyside                              | Reggie Flynn            |                        |
| 1980 | Jesse James balladája                  | The Long Riders                        | Vernon Biggs            |                        |
| 1981 | Szerelem az éjszakában                 | All Night Long                         | Russell Monk            | Galambos Péter         |
| 1982 | Rambo – Első vér                       | First Blood                            | Ward seriffhelyettes    | Konrád Antal           |
| 1982 | 48 óra                                 | 48 Hrs.                                | rendőr                  |                        |
| 1982 | Időutazó: Lyle Swann kalandjai         | Timerider: The Adventure of Lyle Swann | Daniels                 |                        |
| 1984 | Az álomküzdők                          | Dreamscape                             | Finch                   | Sinkovits-Vitay András |
| 1984 | Gyilkos robotok                        | Runaway                                | Johnson                 | Galambos Péter         |
| 1986 | Hidegvér                               | Quiet Cool                             | Red                     | nem szólal meg         |
| 1987 | A rejtőzködő                           | The Hidden                             | Jack DeVries            | nem szólal meg         |
| 1988 |                                        | Patti Rocks                            | Billy Regis             |                        |
| 1988 | Golyózáporban                          | Under the Gun                          | Larry                   | Varga T. József        |
| 1988 |                                        | The Ripper                             | Scott Morofsky          |                        |
| 1988 | Veszélyes társaság                     | In Dangerous Company                   | Chris                   |                        |
| 1988 | Heartbreak Hotel                       | Heartbreak Hotel                       | Steve Ayres             |                        |
| 1988 |                                        | From Hollywood to Deadwood             | Nick Detroit            |                        |
| 1989 |                                        | Vietnam War Story: The Last Days       | Griffin                 |                        |
| 1990 |                                        | Denial                                 | Chad                    |                        |
| 1991 |                                        | Ambition                               | férfi a könyvesboltban  |                        |
| 1992 | Férfi nélkül                           | Gas Food Lodging                       | Raymond                 |                        |
| 1992 |                                        | The Silencer                           | George                  |                        |
| 1993 |                                        | Bound and Gagged: A Love Story         | Steve                   |                        |
| 1993 | Szellem a gépben                       | Ghost in the Machine                   | Bram Walker             | Rosta Sándor           |
| 1995 | Hideglelés                             | Dead Cold                              | Eric                    | Dörner György          |
| 1996 | Rés a pajzson                          | Broken Arrow                           | Major Hunt              |                        |
| 1996 | A rajongó                              | The Fan                                | Tim                     | Szerémi Zoltán         |
| 1996 | Kis tüzek                              | Foxfire                                | Dan Goldman             | Fazekas István         |
| 1996 | Lovak lovagja                          | Amanda                                 | Caleb Farnsworth        |                        |
| 1996 |                                        | Full Moon Rising                       | Dirk Jaspers            |                        |
| 1997 | A frontvonal mögött                    | Behind Enemy Lines                     | Jones                   | Mihályi Győző          |
| 1998 | Bulworth – Nyomd a sódert!             | Bulworth                               | rendőr                  |                        |
| 1998 | Bűnös ártatlanság                      | Twist of Fate                          | Lennox                  | Wohlmuth István        |
| 1999 |                                        | Sugar Town                             | Aaron                   |                        |
| 1999 |                                        | Requiem for Murder                     | Richard Poe             |                        |
| 1999 |                                        | Jimmy Zip                              | Rick Conesco            |                        |
| 2000 | Lassú tűzön                            | Slow Burn                              | Jacob McTeague          | Besenczi Árpád         |
| 2002 |                                        | American Girl                          | John Grubb              |                        |
| 2003 |                                        | Manhood                                | Travel Agent            |                        |
| 2003 | Rádió                                  | Radio                                  | Frank                   | Rosta Sándor           |
| 2004 | Titokzatos bőr                         | Mysterious Skin                        | Mr. Lackey              |                        |
| 2005 | Kőkemény Minnesota                     | North Country                          | Earl Slangley           |                        |
| 2005 | Mocsok                                 | Dirty                                  | Carlson                 |                        |
| 2006 | A magam útján                          | Dreamland                              | Herb                    |                        |
| 2006 |                                        | Wasted                                 | Collins atya            |                        |
| 2006 |                                        | Love & Debate                          | Austin                  |                        |
| 2006 |                                        | Little Chenier                         | Kline Lebauve seriff    |                        |
| 2006 |                                        | The Curiosity of Chance                | Sir                     |                        |
| 2006 | Emlékezetkiesés                        | Unknown                                | James Curtis nyomozó    | Kőszegi Ákos           |
| 2006 |                                        | One Night with You                     | Brown nyomozó           |                        |
| 2007 |                                        | Nanking                                | Mills McCallum          |                        |
| 2007 |                                        | I Tried                                | Strank                  |                        |
| 2007 | D-War – Sárkányháború                  | D-War                                  | Frank Pinsky ügynök     |                        |
| 2007 |                                        | Universal Groove                       | The Agent               |                        |
| 2008 | Cloverfield                            | Cloverfield                            | Graff altábornagy       |                        |
| 2008 |                                        | Older than America                     | Paul Gunderson          |                        |
| 2008 |                                        | Dead*Line (rövidfilm)                  | Hollis                  |                        |
| 2008 |                                        | Shattered!                             | Dennis                  |                        |
| 2009 | A tökéletes csapat                     | The Perfect Game                       | Lucky Haskins           |                        |
| 2009 |                                        | Dark Moon Rising                       | John                    |                        |
| 2011 |                                        | Bad Actress                            | Bernie Pillage          |                        |
| 2012 | Talán egyszer                          | Any Day Now                            | DA Wilson               |                        |
| 2012 | Késpárbaj                              | Knife Fight                            | Roger Fillmore          | Borbiczki Ferenc       |
| 2013 |                                        | The Levenger Tapes                     | Stackman                |                        |
| 2013 |                                        | Sanitarium                             | apa                     |                        |
| 2013 |                                        | Decoding Annie Parker                  | Ralph Parker            |                        |
| 2013 | A bűn éjszakája                        | The Purge                              | Mr. Halverson           | Rosta Sándor           |
| 2013 | Phillips kapitány                      | Captain Phillips                       | John Cronan             | Törköly Levente        |
| 2014 |                                        | The Jersey Devil                       | God                     |                        |
| 2014 | Whiplash                               | Whiplash                               | Frank bácsi             | Konrád Antal           |
| 2014 |                                        | The Identical                          | idősebb William Hemsley |                        |
| 2014 |                                        | Last Weekend                           | Malcolm Green           |                        |
| 2014 |                                        | The Living                             | Howard                  |                        |
| 2014 |                                        | The Surface                            | Kelly                   |                        |
| 2015 | Igazság – A CBS-botrány                | Truth                                  | Maurice Udell           |                        |
| 2015 |                                        | Car Dogs                               | Malcolm Chamberlain     |                        |
| 2016 |                                        | Call Me King                           | Angelo                  |                        |
| 2016 |                                        | Message from the King                  | Leary                   |                        |
| 2016 | Farkasok az ajtónál                    | Wolves at the Door                     | John                    | Csernák János          |
| 2017 |                                        | Mad Families                           | Tommy                   |                        |
| 2018 | Gotti                                  | Gotti                                  | Frank DeCicco           | Rosta Sándor           |
| 2018 |                                        | Ouija House                            | Tomas                   |                        |
| 2018 |                                        | Gloria Bell                            | Charlie                 |                        |
| 2018 |                                        | The Standoff at Sparrow Creek          | Ford                    |                        |
| 2018 |                                        | Spare Room                             | Mac                     |                        |
| 2018 | Az egyenjogú nem                       | On the Basis of Sex                    | Charles Moritz          | Rosta Sándor           |
| 2019 | A gyanú árnyékában                     | Above Suspicion                        | Todd Eason              | Barabás Kiss Zoltán    |
| 2019 | Zsivány kommandó                       | Rogue Warfare                          | Brisco parancsnok       |                        |
| 2019 | Zsiványkommandó 2. – A vadászat        | Rogue Warfare: The Hunt                | Brisco parancsnok       |                        |
| 2020 | Zsivány kommandó 3.: Egy nemzet halála | Rogue Warfare 3: Death of a Nation     | Brisco parancsnok       |                        |
| 2020 |                                        | How to Deter a Robber                  | Andy Reynolds           |                        |

### Televízió
Tévéfilmek
| Év   | Magyar cím                    | Eredeti cím                    | Szerep            | Magyar hang            |
| ---- | ----------------------------- | ------------------------------ | ----------------- | ---------------------- |
| 1980 | Testvéri szeretet             | Act of Love                    | Watkins ápoló     |                        |
| 1981 |                               | The Killing of Randy Webster   | Sonny Manse       |                        |
| 1982 |                               | Dangerous Company              | Jeremy Blake      |                        |
| 1987 |                               | Deadly Care                    | Richard Halloran  |                        |
| 1987 | Láncok nélkül                 | The Man Who Broke 1,000 Chains | Burn ügyvédje     |                        |
| 1988 |                               | Tricks of the Trade            | Stryker hadnagy   |                        |
| 1990 | A város büszkesége            | Hometown Boy Makes Good        | Al Swearinger     |                        |
| 1990 | Gyilkosság a Rainbow Drive-on | Rainbow Drive                  | Ira Rosenberg     | Haás Vander Péter      |
| 1990 | Gyilkosság a Rainbow Drive-on | Rainbow Drive                  | Ira Rosenberg     | Breyer Zoltán          |
| 1990 |                               | Angel of Death                 | Matt              |                        |
| 1991 | A K-9000-es terv              | K-9000                         | Eddie Monroe      | Gáti Oszkár            |
| 1991 |                               | Runaway Father                 | Richard           |                        |
| 1992 | Halálos fogás                 | Deadbolt                       | Jordan            | Harsányi Gábor         |
| 1993 |                               | The Switch                     | Bill              |                        |
| 1995 | Texasi igazság                | Texas Justice                  | Lanny Shelton     |                        |
| 1997 | A tömegpusztítás fegyverei    | Weapons of Mass Distraction    | Jerry Pascoe      | Sinkovits-Vitay András |
| 1997 | Merülés                       | Sub Down                       | Kirsch parancsnok |                        |
| 1998 |                               | The Cowboy and the Movie Star  | seriff            |                        |
| 2008 | Bűnös kapcsolat               | A Teacher's Crime              | Bill Rander       | Barbinek Péter         |
| 2018 |                               | Disillusioned                  | Vincent           |                        |

Sorozatok
| Év        | Magyar cím                                | Eredeti cím                    | Szerep                           | Megjegyzések                                           |
| --------- | ----------------------------------------- | ------------------------------ | -------------------------------- | ------------------------------------------------------ |
| 1977–1978 |                                           | Baretta                        | Joshua / díler                   | 2 epizód                                               |
| 1978      | M*A*S*H                                   | M*A*S*H                        | katona                           | 1 epizód                                               |
| 1978      |                                           | Barnaby Jones                  | Curt Davis                       | 1 epizód                                               |
| 1979      |                                           | Eight Is Enough                | swindler                         | 1 epizód                                               |
| 1979      |                                           | Time Express                   | Danny White                      | 1 epizód                                               |
| 1979      | Charlie angyalai                          | Charlie's Angels               | Reggie Martin                    | 1 epizód                                               |
| 1980      |                                           | A Rumor of War                 | Radio Man                        | 2 epizód                                               |
| 1980      |                                           | The Waltons                    | Roller                           | 1 epizód                                               |
| 1980      |                                           | The White Shadow               | Ilya                             | 1 epizód                                               |
| 1980      | Boomer, a csodakutya                      | Here's Boomer                  | Sticks                           | 1 epizód                                               |
| 1981      |                                           | CHiPs                          | Dave                             | 1 epizód                                               |
| 1981      |                                           | Private Benjamin               | Glickman                         | 1 epizód                                               |
| 1982      |                                           | T. J. Hooker                   | Blaine Thomas                    | 1 epizód                                               |
| 1983–1985 | Hazárd megye lordjai                      | The Dukes of Hazzard           | Billy Ray / Sharp                | 2 epizód                                               |
| 1985      |                                           | Remington Steele               | Rhodes                           | 1 epizód                                               |
| 1985      | Magnum                                    | Magnum, P.I.                   | Tony, the "Repo Man"             | 1 epizód                                               |
| 1987      | Alkonyzóna                                | The Twilight Zone              | Ray Dobson                       | 1 epizód                                               |
| 1987      |                                           | It's Garry Shandling's Show    | Sylvia exbarátja                 |                                                        |
| 1987      |                                           | Matlock                        | Bones Jennings                   | "The Country Boy"                                      |
| 1987      | A szépség és a szörnyeteg                 | Beauty and the Beast           | Danny Yates                      | 1 epizód                                               |
| 1989      |                                           | A Peaceable Kingdom            | Max Hall                         | 1 epizód                                               |
| 1990–1991 | Twin Peaks                                | Twin Peaks                     | Hank Jennings                    | 13 epizód magyar hangja Csernák János[forrás?]         |
| 1990–1994 | Gyilkos sorok                             | Murder, She Wrote              | Joey Freeman / Al Wallace        | 2 epizód                                               |
| 1991      |                                           | Thirtysomething                | George                           | 1 epizód                                               |
| 1992      |                                           | Civil Wars                     | Richard Foley                    | 1 epizód                                               |
| 1992      |                                           | Arresting Behavior             | Pete Walsh rendőrtiszt           | 5 epizód                                               |
| 1992      | Drogháborúk                               | Drug Wars: The Cocaine Cartel  | Charlie White                    | minisorozat (2 epizód)                                 |
| 1993–1994 |                                           | Bakersfield P.D                | Bill                             | 17 epizód                                              |
| 1994      |                                           | Grace Under Fire               | Kurt Ross                        | 1 epizód                                               |
| 1995      |                                           | Blossom                        | Dan                              | 1 epizód                                               |
| 1997      | Walker, a texasi kopó                     | Walker, Texas Ranger           | Foreman Cox                      | 1 epizód                                               |
| 1998      | Angyali érintés                           | Touched by an Angel            | Erskine Hughes                   | 1 epizód                                               |
| 1998      |                                           | Michael Hayes                  | Becker                           | 1 epizód                                               |
| 1998      | Végtelen határok                          | The Outer Limits               | Mike                             | 1 epizód                                               |
| 1998–2002 | Sírig tartó barátság                      | Any Day Now                    | Collier                          | 83 epizód                                              |
| 1999–2000 | Batman of the Future                      | Batman Beyond                  | Walter Shreeve / Shriek (hangja) | 3 epizód                                               |
| 2002      |                                           | Boomtown                       | Kevin Van Horn                   | 1 epizód                                               |
| 2003      | CSI: Miami helyszínelők                   | CSI: Miami                     | Leonard Murphy                   | 1 epizód                                               |
| 2003      | JAG – Becsületbeli ügyek                  | JAG                            | Phelps őrnagy                    | 1 epizód                                               |
| 2003–2011 | CSI: A helyszínelők                       | CSI: Crime Scene Investigation | Mr. Young / Maurice Gallows      | 2 epizód                                               |
| 2004      | Ördögi nyomozó                            | Touching Evil                  | Martin Akins                     | 1 epizód                                               |
| 2006      | A szabadság útján                         | Broken Trail                   | Nagyfülű                         | minisorozat (2 epizód) magyar hangja Haás Vander Péter |
| 2006      | Lost – Eltűntek                           | Lost                           | Mike                             | 1 epizód (További utasítások)                          |
| 2006      | Sleeper Cell – Terroristacsoport          | Sleeper Cell                   | Bob                              | 2 epizód                                               |
| 2007      | Döglött akták                             | (Cold Case)                    | Pat Hall                         | 1 epizód                                               |
| 2007      |                                           | Smith                          | Donny                            | 1 epizód                                               |
| 2007      | Friday Night Lights – Tiszta szívvel foci | Friday Night Lights            | Bill McGregor edző               | 4 epizód                                               |
| 2007–2010 |                                           | Saving Grace                   | Doug Norman                      | 9 epizód                                               |
| 2008      | Knight Rider                              | Knight Rider                   | Ramsey seriff                    | 1 epizód                                               |
| 2008      | Gyilkos elmék                             | Criminal Minds                 | Britt Hallum seriff              | 1 epizód                                               |
| 2008      | Shark – Törvényszéki ragadozó             | Shark                          | Griffin seriff                   | 1 epizód                                               |
| 2008      | NCIS                                      | NCIS                           | Richard Owens százados           | 1 epizód                                               |
| 2008      | CSI: New York-i helyszínelők              | CSI: NY                        | Bernie Benton                    | 1 epizód                                               |
| 2009      | 24                                        | 24                             | Doug Knowles                     | 2 epizód                                               |
| 2009      | Célkeresztben                             | In Plain Sight                 | Karl Hogeland                    | 1 epizód                                               |
| 2009      | Esküdt ellenségek                         | Law & Order                    | Robert Maxen bíró                | 1 epizód                                               |
| 2010      | Tökéletes célpont                         | Human Target                   | Al Jenkins nyomozó               | 1 epizód                                               |
| 2010      |                                           | Outlaw                         | Hank Darby nyomozó               | 1 epizód                                               |
| 2010      | Castle                                    | Castle                         | Wilbur Pittorino                 | 1 epizód                                               |
| 2010–2011 | Boardwalk Empire – Gengszterkorzó         | Boardwalk Empire               | Frank Hague főnök                | 4 epizód                                               |
| 2011      | A törvény embere                          | Justified                      | Walt McCready                    | 2 epizód                                               |
| 2011      | Glades – Tengerparti gyilkosságok         | Glades                         | Frank Morgan                     | 1 epizód                                               |
| 2012      |                                           | Femme Fatales                  | Bendix Darby                     | 1 epizód                                               |
| 2012      | Franklin és Bash                          | Franklin & Bash                | N. Goepp százados                | 1 epizód                                               |
| 2013      | A mentalista                              | The Mentalist                  | Tom Crayhew                      | 1 epizód                                               |
| 2014      | Grimm                                     | Grimm                          | Bart                             | 3 epizód                                               |
| 2014      | Halt and Catch Fire – CTRL nélkül         | Halt and Catch Fire            | Gary                             | 1 epizód                                               |
| 2014      | Legends – Beépülve                        | Legends                        | elnöki tanácsadó                 | 1 epizód                                               |
| 2014      |                                           | Scorpion                       | Ronny                            | 1 epizód                                               |
| 2015      | Botrány                                   | Scandal                        | Conners főnök                    | 1 epizód                                               |
| 2015      |                                           | Battle Creek                   | Henry Briggs                     | 1 epizód                                               |
| 2015      |                                           | The Spoils Before Dying        | Ed Nestly                        | 3 epizód                                               |
| 2015      |                                           | Impastor                       | Roger Kerry                      | 1 epizód                                               |
| 2016      | CSI: Cyber helyszínelők                   | CSI: Cyber                     | Cavanaugh polgármester           | 1 epizód                                               |
| 2016      | Carter ügynök                             | Agent Carter                   | Bud bácsi                        | 1 epizód                                               |
| 2016      | Csúcsformában                             | Rush Hour                      | Elliot Vaughn                    | 1 epizód                                               |
| 2016      | Időutazók                                 | Timeless                       | Frank Hamer                      | 1 epizód                                               |
| 2017      |                                           | Chicago Justice                | Mr. Nichols                      | 1 epizód                                               |
| 2017      | Better Call Saul                          | Better Call Saul               | Billy Gatwood                    | 1 epizód                                               |
| 2018      | Lucifer az Újvilágban                     | Lucifer                        | Gil                              | 1 epizód                                               |
| 2018      |                                           | Liberty Crossing               | Terry Szymanski                  | 7 epizód                                               |
| 2018      | Hawaii Five-0                             | Hawaii Five-0                  | Pettifer                         | 1 epizód                                               |
| 2019      | Animal Kingdom                            | Animal Kingdom                 | Jed                              | 2 epizód                                               |
| 2019      |                                           | Briarpatch                     | Calvin Strucker                  | 1 epizód                                               |
| 2019      | Castle Rock                               | Castle Rock                    | Clay                             | 5 epizód                                               |
| 2021      |                                           | Kaljave gume                   | Robert Enright                   | 10 epizód                                              |
| 2021      |                                           | Mr. Corman                     | Frank (hangja)                   | 1 epizód                                               |
| 2023      | A hatalom                                 | The Power                      | Mr. Montgomery                   | 1 epizód                                               |

## Fordítás
- Ez a szócikk részben vagy egészben  a   Chris Mulkey című angol Wikipédia-szócikk fordításán alapul.  Az eredeti cikk szerkesztőit annak laptörténete sorolja fel. Ez a jelzés csupán a megfogalmazás eredetét és a szerzői jogokat jelzi, nem szolgál a cikkben szereplő információk forrásmegjelöléseként.